# Рабочие выступления в Британской Вест-Индии (1934—1939)
В период с 1934 по 1939 год в Британской Вест-Индии прошла волна рабочих выступлений, забастовок и голодных бунтов. Они начались во время Великой депрессии и прекратились накануне Второй мировой войны. Выявив неравенство в распределении богатств, беспорядки побудили британские колониальные власти попытаться взяться за эту проблему и в некоторых случаях подстегнули развитие местной партийной политики, что подготовило почву для самоуправления и независимости в послевоенный период.

## Хронология
Для определения временных рамок данного цикла классовой борьбы в Карибском бассейне предлагаются различные отправные точки: рабочие волнения в феврале 1934 года в Британском Гондурасе (закончившиеся бунтом в сентябре), беспорядки на плантациях сахарного тростника на Тринидаде в мае-июле 1934 года (вспыхнув на нескольких плантациях в центральном сахарном поясе, они охватили более 15 000 индо-тринидадских рабочих) и забастовка работников сахарной отрасли на Сент-Китсе в январе 1935 года. В любом случае, после событий на Сент-Китсе (которые переросли во всеобщую забастовку сельскохозяйственных рабочих) последовала мартовская стачка на нефтяных месторождениях Тринидада и голодный марш на административный центр острова Порт-оф-Спейн. В мае вспыхнули протесты трудящихся на северном побережье Ямайки. За выступлениями рабочих банановых плантаций в городе Оракабесса последовала забастовка докеров в Фалмуте, закончившаяся насилием. В сентябре и октябре недовольство охватило несколько сахарных плантаций в Британской Гвиане; за год до того уже бастовали работники пяти сахарных плантаций на западном побережье Демерары. В октябре беспорядки также произошли на острове Сент-Винсент в Кингстауне и Кэмден-парке.
Год завершился ноябрьской забастовкой работников угольной промышленности Сент-Люсии. После относительно спокойного 1936 года по Тринидаду прокатились массовые беспорядки, показавшие пример беспрецедентного сотрудничества между индо-тринидадскими и афро-тринидадскими рабочими. Далее — трудовые протесты на Барбадосе в июне 1937 года и на Ямайке в мае-июне 1938 года. Волнения 1937—1938 годов были более масштабными, чем более локальные в 1934—1935 годах. Например, на Тринидаде, протест начался на нефтяных месторождениях, но в конечном итоге распространился на сахарный пояс и городские предприятия. На Барбадосе беспорядки, начавшиеся в Бриджтауне, распространились на сельские районы, в результате чего погибло от 14 до 22 человек. На Ямайке в большинстве районов острова произошли серьёзные забастовки и мятежи. В качестве финала стачечной волны рассматриваются по крайней мере две конечные точки: забастовка ямайских рубщиков сахарного тростника 1938 года или крупная стачка в феврале 1939 года на плантации Леонора в Британской Гвиане, которая привела к дальнейшим беспорядкам.
Противостояние силовиков с бастующими привело к многочисленным смертям в 1937 году, когда забастовки переросли в беспорядки, ав 1938 году подавление выступлений рабочих сахарной фабрики и протестующих в Кингстоне на Ямайке привело к гибели 46 людей. По меньшей мере 429 человек получили ранения, тысячи задержали и судили.
Женщины играли решающую роль практически на всех уровнях народных протестов. Будучи работницами, многие женщины принимали участие в планировании и проведении забастовок, а также участвовали в радикальных организациях (Всеобщая ассоциация по улучшению положения негров и Лига африканских общин). Волнения на Карибских островах не ограничивались британскими колониями: массовые забастовки прошли на независимой Кубе в 1930, 1933 и 1935 годах, сопровождая революционные события 1933—1934 годов. Также можно упомянуть голодный марш рабочих сахарных заводов на французской Мартинике в феврале 1935 года.

## Причины
Каждое восстание рабочих имело свои особые обстоятельства, но можно выделить общую закономерность: глубинные причины лежали в экономической плоскости. За исключением отраслей, добывающих полезные ископаемые — нефти в Тринидаде и бокситов в Британской Гвиане — экономика Британской Вест-Индии в значительной степени зависела от узкого спектра сельскохозяйственного экспорта (так, на Барбадосе сахар и производные составляли 95 % экспорта в 1928 году). Таким образом, они были крайне уязвимы к снижению спроса, а тем более его серьёзному спаду в Британии и Европе. Сахарная промышленность, оставававшаяся основой колониальных экономик, долгое время находилась в критическом состоянии, но возродилась во время Первой мировой войны, нарушившей европейское производство сахарной свёклы.
В послевоенные годы цены на сахар резко упали, поскольку мировое предложение превысило платежеспособный спрос. Политика британского правительства по субсидированию внутреннего производства сахарной свеклы снизила цены ещё больше. Цены на другие сельскохозяйственные продукты, включая какао, кокосы, лаймы и бананы, также упали до нерентабельного уровня из-за мирового перепроизводства. В некоторых случаях сельскохозяйственные товары пострадали от последствий болезней растений и ущерба, нанесённого ураганами. Кризис в колониальной экономике усугубился глобальной экономической депрессией, пуще сократившей спрос на британский экспорт из стран Карибского бассейна в 1930-х годах.
Всеобъемлющий экономический кризис в колониях имел далеко идущие последствия для рабочего класса. Работодатели в некоторых отраслях резко сократили заработную плату. Социальные условия ухудшились из-за роста безработицы и неполной занятости (с которыми не могла справиться неадекватная система социального обеспечения), усугубившись вследствие резкого роста населения, что само по себе стало результатом существенного снижения уровня смертности по мере улучшения состояния здравоохранения в регионе. Стоимость жизни также выросла: её резкий подъем в 1937—1938 годах привёл к забастовкам на Ямайке. Центры эмиграции были закрыты, что создавало неприятное чувство запертости и лишения возможностей и выбора.
К этому прибавлялся шлейф давних притеснений крестьян Вест-Индии от владельцев плантаций, исторически оставлявших мелким земледельцам лишь наименее плодородные земли. У крестьянства были проблемы с правом собственности на землю, отсутствием финансов и техники, никудышними средствами транспортировки продукции на рынок. Всё это стимулировало участие крестьян и сельскохозяйственных рабочих в протестных выступлениях. Кроме того, наблюдался быстрый рост сознания рабочего класса. Профсоюзы в Гвиане и на Ямайке были хорошо организованы ещё с 1920-х годов. Профсоюз трудящихся Британской Гвианы существовал с 1919 года, а профсоюз портовых грузчиков имел отделение на Ямайке с начала века.
Кроме того, в 1930-х годах наблюдался общий рост национально-освободительных настроений в пользу независимости. Профсоюзы были организованы как всеобщие политические организации или широкие социальные движения. Они боролись не только за экономические требования (лучшие условия и оплату труда), но и за политические (преобразование колониальной системы и достижение независимости колоний). Более того, у жителей Вест-Индии росли ожидания, поскольку многим из них выпало оказаться за границей и наблюдать условия жизни в Великобритании и США. Они хотели такого же преуспевания дома, чтобы их уважали как обученных профессионалов и предоставляли возможности для продвижения по службе. Однако вместо этого они оставались в ловушке политической, экономической, социальной и расовой иерархий системы колониального капитализма. Соответственно распространение получили такие бросавшие вызов тому идеологии, как марксизм и фабианский социализм.

## Последствия
В результате беспорядков британское правительство создало для расследования произошедшего комиссию во главе с лордом Мойном. Её члены посетили все британские территории Карибского бассейна в период с ноября 1938 года по февраль 1939 года, изучая условия в жилищном секторе, сельском хозяйстве, больницах, приютах для душевнобольных, домах для прокажённых, тюрьмах, фабриках, доках, школах, детских домах, землеустройстве, а также политические и конституционные вопросы. Комиссия заслушала официальные показания в 26 центрах от 370 свидетелей или их групп, а также получила и рассмотрела 789 меморандумов. Расследование было воспринято с большой серьёзностью, о чем свидетельствует пристальный общественный интерес: многие, в том числе участвовавшие в выступлениях, увидели в нем канал для достижения требуемых ими преобразований. В докладе Мойна главными виновниками экономического кризиса, с которым столкнулась Вест-Индия, были названы устаревшая структура землевладения и пережитки существующей со времён рабовладения плантационной системы. В качестве ответа рекомендовалось объединение всех колоний Вест-Индии в федерацию, начиная с интеграции Наветренных (Гренада, Сент-Винсент, Сент-Люсия, Доминика) и Подветренных (Антигуа, Сент-Кристофер-Невис-Ангилья, Монтсеррат) островов. Однако доклад отверг идею немедленной независимости и введения всеобщего избирательного права для взрослых, которые были среди ключевых требований рабочих.
Отчёт был выпущен в 1939 году, но полностью опубликован только в 1945 году, чтобы в военное время не стать источником пропаганды для держав Оси. На основе его рекомендаций в июле 1940 года был принят Закон о развитии и благосостоянии колоний, заложивший почву для реформ в сфере благосостояния и развития во всей Британской империи. Он позволял ежегодно тратить на это 5 млн фунтов стерлингов в течение десяти лет и дополнительных 500 000 фунтов стерлингов ежегодно на исследования колоний на неопределенный срок. Профильный Департамент колониального развития и благосостояния был создан в 1940 году, а соответствующий персонал был набран из региональных территорий в 1941 году. Тем не менее, война помешала продвинуться в этом направлении к 1945 году.
На Ямайке урегулирование беспорядков 1938 года заложило основы современной партийной системы этой страны. Александр Бустаманте возглавил забастовку на сахарной плантации Фром-Эстейт после трудового спора по поводу заработной платы и продолжительности рабочего времени. Возникшее там волнение быстро распространилось на докеров и дворников, что в конечном итоге привело к всеобщей забастовке, подавленной британскими войсками. Бустаманте провёл в тюрьме семнадцать месяцев; его двоюродный брат Норман Мэнли привёл рабочее движение к некоторым успехам. Мэнли вскоре стал настолько популярен, что к сентябрю он организовал Народную национальную партию при поддержке Конгресса профсоюзов (позже ставшего Национальным рабочим союзом). Освободившись, Бустаманте начал организовывать свою собственную партию и в 1943 году при активной поддержке возглавляемого им Промышленного профсоюза Бустаманте (BITU) основал Лейбористскую партию Ямайки. С тех пор обе партии остаются ведущими на острове. Появились и другие лидеры, отождествлявшие себя с устремлениями рабочего класса, в том числе Грэнтли Адамс из Барбадоса, бывший юридическим консультантом некоторых из арестованных в 1937 году; и Альберт Гомес из Тринидада, в силу своей популярности как политического оратора избранный в городской совет Порт-оф-Спейна.
По всему Карибскому региону продолжали развиваться сильные профсоюзы. Собирая данные об условиях труда и уровнях заработной платы для дальнейшей борьбы, они превратились в массовые движения, связанные с политическими партиями, обычно носившими название рабочих или лейбористских. Помимо BITU, на Ямайке возник Национальный профсоюз рабочих; на Сент-Китсе сперва образовалась Рабочая лига Сент-Кристофера (впоследствии Лейбористская партия Сент-Китса), а затем Профсоюз Сент-Китса и Невиса. Все эти силы придерживались одного и того же общего мнения относительно окладов рабочих.